# Frisón antiguo
El frisón antiguo es una lengua germana occidental hablada entre los siglos VIII y XVI en el área entre el Rin y el Elba en la costa del Mar del Norte europeo. Lo que se sabe del idioma de los primeros habitantes de la región (los frisones citados por Tácito) se basa sólo en unos pocos topónimos y antropónimos. El frisón antiguo evolucionó al frisón medio hablado entre los siglos XVI y XIX.
En la Alta Edad Media, Frisia se extiende desde el área de Brujas, donde está la actual Bélgica, hasta el río Weser, en el norte de Alemania. En aquella época, el idioma frisón fue hablado a lo largo del sur de la costa del Mar del Norte. Esta región es denominada Gran Frisia o Frisia Magna, y muchas de las áreas que contiene ésta todavía atesoran la herencia frisona. Sin embargo, por el año 1300, su territorio retrocedió hasta Zuyder Zee y el idioma frisón sobrevive a lo largo de la costa sólo como un sustrato.
La gente de lo que hoy es el norte de Alemania y Dinamarca que se asentaron en Inglaterra desde cerca del año 400 en adelante, vinieron de la misma región y hablaban más o menos la misma lengua que la gente que vivía en Frisia; por lo tanto, existe una estrecha relación entre el frisón antiguo y el anglosajón.